# John Coates (mathématicien)
Pour les articles homonymes, voir John Coates et Coates.
Cet article concerne le mathématicien. Pour l'architecte naval, voir John Coates (architecte naval).
John Coates (né le 26 janvier 1945 à Possum Brush (ville de Grand Taree) en Nouvelle-Galles du Sud et mort le 9 mai 2022 à Cambridge) est un mathématicien australien.

## Biographie

### Carrière
Son directeur de thèse fut Alan Baker. Sa recherche porte sur l'arithmétique des courbes elliptiques et la théorie d'Iwasawa non abélienne. Il a dirigé la thèse d'Andrew Wiles — avec qui il a démontré un cas particulier de la conjecture de Birch et Swinnerton-Dyer  et de nombreux autres mathématiciens de premier plan comme Pierre Colmez, Susan Howson, Matthias Flach, Warren Sinnott et Jacques Tilouine. Sa carrière s'est partagée entre les États-Unis, l'Australie, la France (où il a été professeur à l'université Paris-Sud 11 et à l'École normale supérieure) et l'Angleterre (il occupe la chaire sadleirienne à Cambridge à partir de 1986).